# النهود
النهود (به عربی: النهود) شهری در استان کردفان شمالی کشور سودان است که جمعیت آن در سرشماری سال ۱۹۹۳ میلادی ۵۴٫۶۰۰ نفر بوده و در سال ۲۰۰۷ میلادی ۱۲۰٫۵۵۹ نفر تخمین زده شده است.